# Queen's Island FC
Queen's Island FC was een Noord-Ierse voetbalclub uit de hoofdstad Belfast.  
De club was al vrij vroeg succesvol en won in 1882 de tweede editie van de beker van Ierland (toen was er nog geen onderscheid tussen Ierland en Noord-Ierland) tegen Cliftonville. 
In 1921 werd de club toegelaten de hoogste klasse en in het tweede seizoen werd de club al tweede achter Linfield. Het volgende seizoen werd Queen's Island kampioen met 6 punten voorsprong op Linfield, Distillery en Glenavon. Het seizoen werd helemaal een succes toen de club met 1-0 ook de bekerfinale won van Willowfield Belfast.
Het volgende seizoen werd de club weer tweede, ditmaal achter Glentoran. Na een rustig seizoen in 1926 gooide de club zich weer in de titelstrijd in 1927 al moest de club duidelijk zijn meerdere erkennen in Celtic, dat geen enkele wedstrijd verloor dat seizoen. In 1928 kreeg de club het echter zwaar te verduren en de club werd op drie na laatste in de competitie. Het volgende seizoen werd Queen's Island laatste met slechts zeven punten, hierna degradeerde de club uit de hoogste klasse en zou er nooit meer terugkeren.

## Erelijst
Landskampioen
1924
Irish Cup
1882, 1924